# De Boekhorst
De Boekhorst is een buitenplaats in de Nederlandse plaats Lochem. Het landhuis is in opdracht van Dr. W.C.H. Staring en zijn vrouw Catharina van Löben Sels gebouwd in 1845 naar een ontwerp van J.A. Gerritsen. Het complex bestaat uit een landhuis en diverse bijgebouwen, zoals een koetshuis, boerderij, schuur en dienstwoning. Rondom het huis liggen een park in Engelse landschapstijl, akkerland, weilanden en bosgebied.
In 1563 vond een overdracht plaats aan het Zutphense vrouwenconvent Isendoorn van een “goed” met de naam Buxhorst. De bij die overdracht beschreven grenzen van “het goed” Boekhorst komen in belangrijke mate overeen met de situatie in het begin van de 19e eeuw. Eind 18e eeuw was het landgoed eigendom van Abraham de Leeuw van Coolwijck. Het is niet bekend of er ook een herenhuis aanwezig was op de Boekhorst.
Gerhard Jan de Leeuw van Coolwijck erfde het goed van zijn vader maar moest in 1842 om financiële redenen alles verkopen. Dr. W.C.H. Staring was de koper die daarbij handelde in zijn hoedanigheid van voogd van Jan Isaäc Brants, student in de rechten te Utrecht. Brants was een vermogende minderjarige kleinzoon van de dichter A.C.W. Staring die in de gelegenheid was de landerijen te kopen en te gaan ruilen met zijn oom Winand voor diens nalatenschap van de in 1840 overleden dichter A.C.W. Staring van de Wildenborch.
Winand Staring liet het oude gebouw dat op het landgoed stond in 1845 afbreken en vervangen door een nieuw landhuis. Een jaar later verhuisden hij en zijn gezin naar dit nieuwe huis.
Na de verhuizing ging Winand verder met de ontwikkeling en exploitatie van het landgoed. Rond het huis werd een tuin aangelegd in Engelse landschapsstijl met vijver, zichtassen, lanen, wandelpaden, solitaire bomen, een “holloway/holle weg” en een pinetum. Het landgoed was destijds ongeveer 150 ha groot. Na het overlijden van Winand Staring (4 juni 1877) kwam De Boekhorst in gezamenlijk eigendom van de vijf toen nog in leven zijnde kinderen. De jongste zoon Johan Alexander nam namens zijn broers en zuster het beheer van het huis en landgoed op zich. Het huis werd gedurende een aantal jaren verhuurd en in die periode vond een verbouwing plaats en nieuwbouw van een stal met koetshuis. Op 24 maart 1897 werd de feestelijke opening van “Roomboterfabriek ‘de Boekhorst’” gevierd, die op het terrein was verrezen. Na het vernieuwen van de bekapping in 1900 kwam het in 1904 tot verkoop. Arnold Wilhelm Otto Thate werd de nieuwe eigenaar.
Sindsdien is het huis nog diverse malen van eigenaar gewisseld. De huidige eigenaren hebben het huis in de periode 2015-2019 geheel gerestaureerd en zoveel als mogelijk in oude staat hersteld.